# Cheilotrichia (Empeda) neglecta
Cheilotrichia (Empeda) neglecta is een tweevleugelige uit de familie steltmuggen (Limoniidae). De soort komt voor in het Palearctisch gebied.